# مهدي النراقي
مهدي النراقي (1128 - 1209 هـ) هو عالم دين شيعي، و مؤسس الحوزة العلمية في مدينة كاشان.

## نشأته
هو محمّد مهدي بن أبي ذرّ النراقي الكاشاني المعروف بالمحقّق النراقي. ولد بقرية نراق من قرى مدينة آراك (إيران).هاجر النراقي إلى كاشان لطلب العلم، ثم هاجرها و توجه إلى أصفهان، لكونها كانت مركزاً علميا في إيران آنذاك، فدرس على علمائها الفقه والاصول والحديث والتفسير والطب والكلام، وجميع فروع الرياضيات.
و اغتنم النراقي الفرصة في اصفهان فتعلم فيها اللغة العبرية واللاتينية على يد جماعة من اليهود والنصارى هناك، من أجل أن يسهل عليه الرجوع إلى كتبهم ومطالعتها.
عاد بعدها إلى كاشان لأجل التدريس والتصدي لصلاة الجمعة والجماعة والوعظ والإرشاد، ثم سافر إلى العراق زائرا، و تتلمذ هناك على يد علمائها برهة ثم رجع إلى كاشان.

## أساتذته
- الوحيد البهبهاني
- أبو علي الحائري
- محمد مهدي بحر العلوم
- إسماعيل المازندراني
- يوسف البحراني
- محمّد بن محمّد زمان الكاشاني.
- محمّد حسين الخاتون آبادي.
- مهدي الفتوني العاملي.
- محمّد مهدي الهرندي.

## تلامذته
- نجله الشيخ أحمد.
- محمّد باقر الشفتي المعروف بحجّة الإسلام.

## مؤلفاته
من آثاره:
- جامع السعادات
- جامع المواعظ.
- محرِّق القلوب، في مصائب آل البيت عليهم السّلام.
- تجريد الأُصول.
- معتمد الشيعة في احكام الشريعة.
- التحفة الرضوية في المسائل الدينية.
- لوامع الاحكام في فقه شريعة الإسلام.
- أنيس الموحدين، ترجمه إلى العربية الشيخ عبد الرسول الجواهري.
- مشكلات العلوم ( بمنزلة الكشكول )، فارسي، ولولده أحمد كتاب( الخزائن ) الذي هو تتمةٌ لمشكلات العلوم.
- رسالة في العبادات.
- مناسك الحج.
- جامعة الأصول.
- أنيس المجتهدين.
- رسالة في الإجماع.
- أنيس التجار، في المعاملات.
- أنيس الحجاج، في مسائل الحج و الزيارة.
- المناسك المكية.
- رسالة في صلاة الجمعة.
- جامع الأفكار، في الإلهيات.
- قرة العيون.
- اللمعات العرشية.
- الكلمات الوجيزة.
- أنيس الحكماء، في المعقول.
- شرح الشفاء( لإبن سينا)، في الإلهيات.
- الشهاب الثاقب، في الإمامة.
- المحصَّل، في الرياضيات.
- المستقصى، في علم النجوم.
- رسالة في علم عقود الأنامل.
- توضيح الأشكال، في الهندسة في شرح تحرير إقليدس الصوريّ.
- شرح تحرير اكرثاذوسنيوس.
- رسالة نخبة البيان.
- معراج السماء.

## وفاته
توفي في مدينة النجف عام 1209 هـ، و دفن فيها.